# イオキシタラム酸
イオキシタラム酸（イオキシタラムさん、英語: ioxitalamic acid、商品名Telebrix）は、X線撮影においてヨード造影剤として使用される医薬品である。イオキシタラム酸ナトリウム及び、イオキシタラム酸メグルミンという塩の形で使用される。